# Betty Bronson

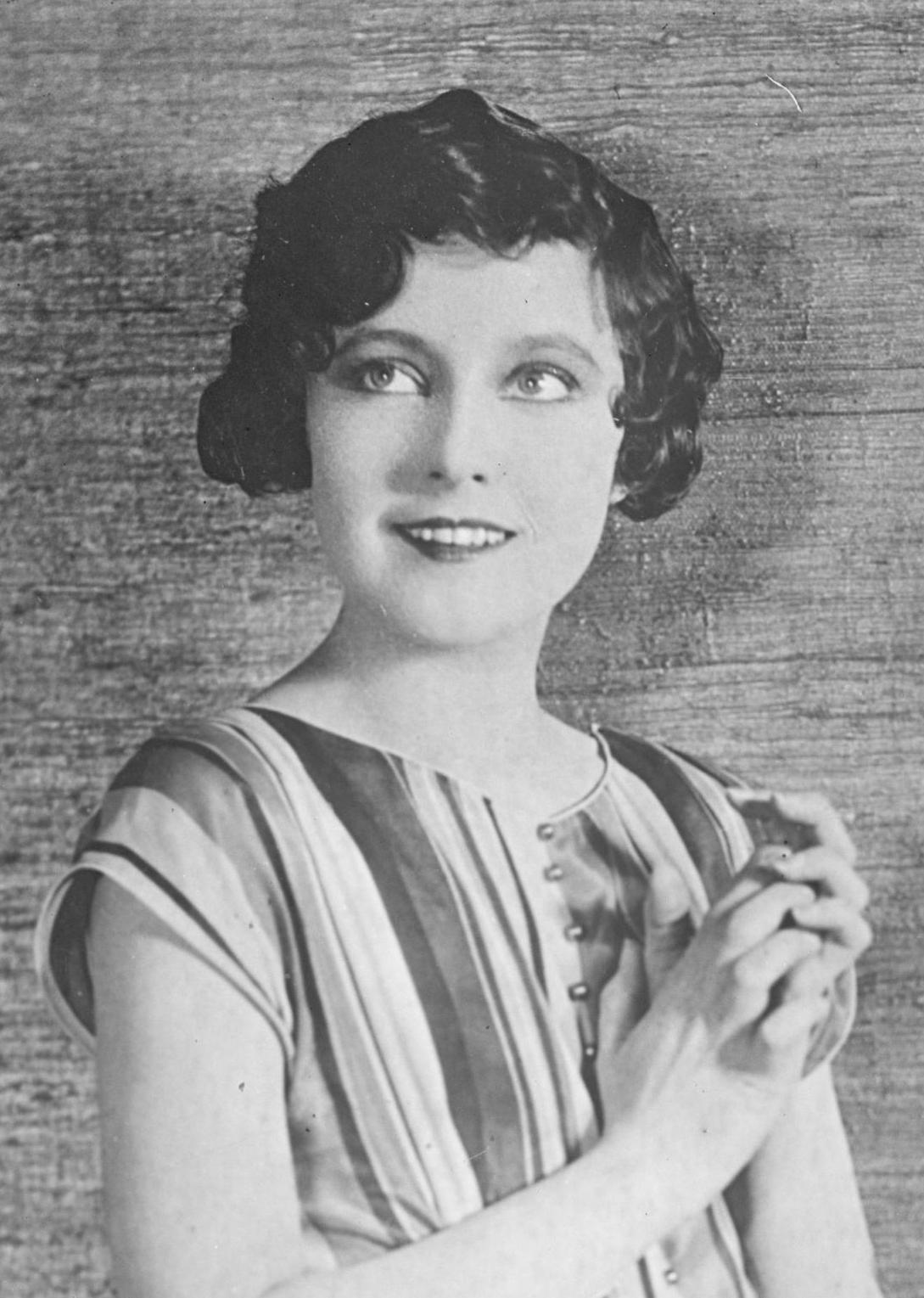
Betty Bronson

Elizabeth Betty Ada Bronson (* 17. November 1906 in Trenton, New Jersey, Vereinigte Staaten; † 19. Oktober 1971 in Pasadena, Kalifornien, ebenda) war eine amerikanische Film- und Fernsehschauspielerin, die ihre Karriere in der Stummfilmzeit begann.

## Frühe Jahre
Bronson wurde in Trenton, New Jersey geboren, ihre Eltern waren Frank und Nellie Smith Bronson. Sie zog nach East Orange, New Jersey und besuchte die East Orange High School, bis sie „ihre Eltern überzeugte, sie nach Kalifornien ziehen zu lassen, um ihre Filmkarriere zu fördern.“ Später zog die gesamte Familie nach Kalifornien.

## Filmkarriere
Bronson begann ihre Filmkarriere im Alter von 16 Jahren mit einer Nebenrolle in Anna Ascends. Mit 17 Jahren wurde sie von J. M. Barrie, dem Autor von Peter Pan, interviewt. Obwohl sich auch etablierte Schauspielerinnen wie Gloria Swanson und Mary Pickford um die Rolle beworben hatten, wählte Barrie persönlich Bronson für die Hauptrolle in der Verfilmung seines Werks aus, die 1924 in die Kinos kam. Sie spielte an der Seite der Schauspielerinnen Mary Brian (Wendy Darling) und Esther Ralston (Mrs. Darling), die beide lebenslange Freunde blieben.
Bronson hatte eine Hauptrolle, die der Maria, der Mutter Jesu, in der Stummfilmverfilmung von Ben Hur von 1925 und spielte im gleichen Jahr die Hauptrolle in einer weiteren Barrie-Geschichte, Ein Kuss für Aschenbrödel, einem kunstvoll gestalteten Film, der an den Kinokassen scheiterte. Mit The Singing Fool, in dem Al Jolson mitspielte, schaffte sie 1928 den Übergang zum Tonfilm. In der Fortsetzung, Sonny Boy, spielte sie im folgenden Jahr mit Davey Lee. Auch spielte sie 1930 die weibliche Hauptrolle an der Seite von Jack Benny in dem romantischen Drama The Medicine Man.
Bronson setzte die Schauspielerei bis 1933 fort, als sie Ludwig Lauerhass heiratete, „einen wohlhabenden North Caroliner“ mit dem sie ein Kind hatte, Ludwig Lauerhass, Jr. Erst in Yodelin’ Kid from Pine Ridge (1937) mit Gene Autry in der Hauptrolle trat sie wieder in Filmen auf. In den 1960er Jahren trat sie in episodischen Fernseh- und Spielfilmen auf. Ihre letzte Rolle war eine nicht näher bezeichnete Rolle in dem Fernseh-Biopic Evel Knievel.

## Bronson, die Medien und Douglas Fairbanks Jr
Bronson war gegenüber der Presse zurückhaltend, erhielt aber Aufmerksamkeit, nachdem sie mit Douglas Fairbanks Jr. gesehen wurde. Er war zum ersten Mal als Junge in sie verknallt, wie er sich in seiner Autobiografie The Salad Days erinnerte:

„Ein anderer wichtiger Film war gerade angelaufen. Es war Peter Pan, unter der Regie einer cleveren Karikatur eines wild temperamentvollen Filmregisseurs, Herbert Brenon. Nach ausgiebigen Tests wurde Betty Bronson, ein hübsches und begabtes Mädchen im mittleren Teenageralter, mit dieser berühmten Rolle betraut… Ich habe mich in Betty verliebt! Es war meine erste intensive Jugendliebe, mit tiefen Seufzern und bösen Blicken. Sie wurde nicht vollständig erwidert. Sie hat nur mit mir geflirtet. Mein Rivale war ein Mann in den Zwanzigern, ein Zeitungsmann, der später einer der angesehensten Theaterkritiker New Yorks werden sollte, Richard Watts, Jr. … Auf jeden Fall war ich so in Betty vernarrt, dass ich an nichts anderes denken konnte, außer daran, wann ich sie besuchen konnte, obwohl ihre überfürsorgliche Mutter immer im Nebenzimmer saß.“

Es ist bekannt, dass Bronson alle Briefe von Fairbanks aufbewahrte und bis zu ihrem Tod liebevoll von ihm sprach.

## Tod
Am 19. Oktober 1971 starb Bronson nach längerer Krankheit im kalifornischen Pasadena und wurde im Forest Lawn Memorial Park in Glendale beigesetzt.

## Sammlung
Die Abteilung für Sondersammlungen der UCLA Library beherbergt die „Betty Bronson Papiere, 1920–1970“, die „Materialien zu Bronsons Karriere enthalten, darunter Zeitungsausschnitte, Fotos, Korrespondenz, Sammelalben sowie persönliche und berufliche Ephemera“.

## Filmographie
Film
- 1922: Anna Ascends
- 1923: Java Head
- 1923: The Go-Getter
- 1923: His Children’s Children
- 1923: The Eternal City
- 1923: Twenty-One
- 1924: Peter Pan
- 1925: Are Parents People?'
- 1925: Not So Long Ago
- 1925: The Golden Princess
- 1925: A Kiss for Cinderella
- 1925: Ben Hur (Ben-Hur: A Tale of the Christ)
- 1926: The Cat’s Pajamas
- 1926: Paradise
- 1926: Everybody’s Acting
- 1927: Paradise for Two
- 1927: Betty auf der Prinzenjagd (Ritzy)
- 1927: Open Range
- 1927: Brass Knuckles
- 1928: Der singende Narr (The Singing Fool)
- 1928: Companionate Marriage
- 1929: The Bellamy Trial
- 1929: Sonny Boy
- 1929: One Stolen Night
- 1929: Modern Sappho
- 1929: The Locked Door
- 1930: The Medicine Man
- 1931: Lover Come Bac
- 1932: Midnight Patrol
- 1937: Yodelin’ Kid from Pine Ridge
- 1961: Die unteren Zehntausend (Pocketful of Miracles)
- 1962: Who’s Got the Action?
- 1964: Der nackte Kuß (The Naked Kiss)
- 1968: Käpt’n Blackbeards Spuk-Kaschemme (Blackbeard's Ghost)
- 1971: Evel Knievel – Ein Leben am Limit (Evel Knievel)

Fernsehen
- 1960: Meine drei Söhne (My Three Sons)
- 1964: Bob Hope Presents the Chrysler Theatre
- 1965: Wettlauf mit dem Tod (Run for Your Life)